# Шортс
Шортс или шорц је врста одеће коју носе и мушкарци и жене преко карличне регије. Шортсеви се пружају од струка и прекривају горње делове натколеница и у зависности од дужине пружају се према крајевима ногу, али не прекривају никад целе ноге. Шортс долази од енглеске речи shorts што значи кратко, а мисли се на кратку верзију панталона које прекривају целе ноге. Шорцеви се носе у регијама и деловима године са високим температурама и примарно се сматрају неформалном гардеробом за ситуације у којима је комодитет људима пречи од заштите ногу, као рецимо у процесу рада. Ипак, постоје ситуације у којима шорцеви имају званични карактер "радне одеће". Тако су они обавезна опрема спортиста и сматрају се обавезном и примереном опремом на плажама. 
Шорцеви често представљају врсту унисекс гардеробе, јер исте моделе могу да носе и мушкарци и жене, мада постоји више модела прилагођених само нежнијем полу.